# Automatisierungsstörung
Eine Automatisierungsstörung liegt vor, wenn beim Menschen ein neuronaler Routinevorgang, der eigentlich automatisiert und damit unbewusst ablaufen soll, stattdessen bewusst abgearbeitet wird. Dadurch bindet der Vorgang mehr Ressourcen im Gehirn und läuft im Allgemeinen mit geringerer Geschwindigkeit ab. Automatisierungsstörungen können eine Ursache für Lernschwierigkeiten bei Kindern sein.

## Definition
Automatisierungsstörungen sind von der Normalität abweichende neuronale Routineabläufe, die regelwidrig anstelle ihrer unbewussten Verarbeitung in tieferen Hirnarealen, wie beispielsweise im Cerebellum, kontrolliert in kortikalen Arealen verarbeitet werden. Hier liegt also eine andere nicht-technische Definition des Begriffes der Automatisierung zugrunde, wie sie wohl erstmals von R.M. Shiffrin & W. Schneider in zwei Veröffentlichungen „Controlled and automatic human information processing“, im "Psychological Review" bereits 1977 dargelegt wurde.

## Geschichte und Hintergrund
Die erste umfassende Ausarbeitung zum Thema Automatisierung leisteten Shiffrin und Schneider bereits im Jahr 1977. Im Rahmen einer mehr als sechzigseitigen Publikation im „Psychological Review“ stellten sie grundlegende Erkenntnisse zur Informationsverarbeitung im menschlichen Gehirn dar. Dabei unterschieden Shiffrin und Schneider zwischen bewusster und automatisierter Informationsverarbeitung. Sie fanden dabei grundlegende, neurobiologisch gegebene Gesetzmäßigkeiten für das Lernen heraus.
Als Essenz stellten die beiden Wissenschaftler folgende Unterschiede zwischen der kontrollierten (= bewussten) und der automatisierten (= unbewussten) Informationsverarbeitung gegenüber:
| Bewusste Informationsverarbeitung   | Automatisierte Informationsverarbeitung |
| ----------------------------------- | --------------------------------------- |
| Element Nur eine störfreie Handlung | Element Mehrere störfreie Handlungen    |
| Element Aktive Aufmerksamkeit nötig | Element Keine aktive Aufmerksamkeit     |
| Element Kapazitätsbegrenzt          | Element Nicht kapazitätsbegrenzt        |
| Element Kurzzeitgedächtnis          | Element Langzeitgedächtnis              |
| Element Leicht programmierbar       | Element Ausgedehnte Übung nötig         |
| Element Leicht veränderbar          | Element Schwer änder-/ unterdrückbar    |
| Element Voll bewusst                | Element Unbewusst                       |

Ein weiterer Meilenstein in Erschließung der Bedeutung von „Automatisierung“ und „Automatisierungstörungen“ findet sich in dem Fachbuch von A.J. Fawcett & R. Nicolson „Dyslexia in Children“: „Wir meinen hingegen, dass die beeinträchtigten Lesefertigkeiten nur die Spitze eines Eisberges sind und dass fast alle basalen Fertigkeiten – wie die Verarbeitungsgeschwindigkeit und motorische Fertigkeiten wahrscheinlich beeinträchtigt sind. Der Grund, so meinen wir, für die offenkundige Spezifität der beeinträchtigten Fertigkeiten besteht darin, dass es dyslektischen  Kindern gelingt, ihre Defizite bei vielen Fertigkeiten und Situationen zu verbergen durch bewusstes Kompensieren ihrer unvollständigen Automatisierung mit größeren Anstrengungen.“
Die zielgerichtete Feststellung und Behandlung von Automatisierungsstörungen stellt auch den erfahrenen Mediziner oder Therapeuten vor Herausforderungen. Das Störungsbild wurde bislang nur in Teilaspekten untersucht: So findet sich beispielsweise für den Hörbereich der Begriff der AVWS (Auditive Verarbeitungs- und Wahrnehmungsstörungen), der Beeinträchtigungen in der zentralen Verarbeitung akustischer Informationen beschreibt.
Automatisierungsstörungen werden in allen grundlegenden Sinnesmodalitäten (Hören, Sehen, motorische Fähigkeiten) festgestellt; entsprechende Beeinträchtigungen zeigen sich beispielsweise bei Menschen mit ADS/AHDS (Aufmerksamkeitsdefizitsyndrom mit und ohne Hyperaktivität) und LRS/Legasthenie (Lese-Rechtschreibschwäche).
Einen Teilaspekt von Automatisierungsstörungen stellen Defizite in den sog. Low-Level-Funktionen dar. Dabei handelt es sich um grundlegende neuronale Fähigkeiten wie Zeitverarbeitung, Tonhöhendiskrimination oder Richtungshören. Neuere Erkenntnisse aus der Hirnforschung kommen zu dem Ergebnis, dass ein unmittelbarer Zusammenhang zwischen Low-Level-Funktionen und Sprachverarbeitung besteht: „Die vorliegenden Daten stützen klar die Annahme eines gemeinsamen neuronalen Netzwerkes für die schnelle zeitliche Informationsverarbeitung im Hörbereich sowohl für Sprache als auch für nichtsprachliche Signale, das in den linken superioren temporalen Arealen liegt.“

## Anwendungsbereiche
Automatisierungsstörungen liegen – häufig unerkannt – zahlreichen Auffälligkeiten bei der Verarbeitung von Sinnesreizen zugrunde, die eigentlich automatisiert ablaufen müssten. So ist beispielsweise die Tonhöhenunterscheidung bei normal entwickelten Vorschulkindern so weit automatisiert, dass mittels Mismatch Negativity (MMN) das Erkennen eines Halbtonintervalls objektiv nachgewiesen werden kann. Bei Vorschulkindern mit lautsprachlichen Auffälligkeiten dagegen hat Holopainen mittels MMN eine Automatisierungsstörung bei der Tonhöhenunterscheidung nachgewiesen. Zu vergleichbaren Ergebnissen kamen Baldeweg et al. bei erwachsenen Dyslektikern. Die Tonhöhenunterscheidung ist vor allem für die Erkennung von Vokalen oder von Prosodie von tragender Bedeutung.

## Bezug zu (schulischen) Teilleistungsstörungen
Insbesondere im Bereich (schulischer) Teilleistungsstörungen wird immer wieder der Zusammenhang zwischen basalen Automatisierungsstörungen und Lernstörungen wie der Lese-Rechtschreibschwäche (LRS), der Rechenschwäche oder auch beeinträchtigten Aufmerksamkeits- und Wahrnehmungsfähigkeiten diskutiert. Erste Hinweise auf Automatisierungsstörungen und ihre Folgen für höhere Fähigkeiten wie Sprache und Wahrnehmung finden sich bereits 1980 in Untersuchungen von Musiek an Kindern mit zentralen Hörstörungen.

## Studien und Forschung
In mehreren Studien wurden vor allem für Kinder mit LRS erhebliche Defizite in der neuronalen Verarbeitung festgestellt. Bereits 2001 zeigte eine Untersuchung der Medizinischen Hochschule Hannover (MHH), dass lese-rechtschreibschwache Kinder erhebliche Beeinträchtigungen in ihren Low-Level-Funktionen aufweisen. LRS-Kinder zeigten im Vergleich zu Non-LRS-Kindern um bis zu vierfach schlechtere Leistungen im Bereich ihrer Low-Level-Funktionen.
Untersuchungen von Nicolson und Fawcett wiesen auf, dass LRS-Kinder eine um mehrere 100 Millisekunden verlangsamte Reaktionszeit bei der Verarbeitung sprachlicher Informationen aufwiesen. Dies galt immer dann, wenn es sich um Wahlentscheidungen mit nachfolgender Reaktion handelte. In den dortigen Untersuchungen sollten die Probanden möglichst schnell sagen, ob es sich bei dem jeweils gehörten Wort um ein Echtwort oder ein Pseudowort handele.

## Förder-/Behandlungsmöglichkeiten
Die Folgen unkorrigierter Automatisierungsdefiziten zeigt u. a. Schneider in einer Langzeitstudie zur Entwicklung von Kindern und Jugendlichen mit Lese-Rechtschreibschwäche auf. „Vom Jugendalter bis zum frühen Erwachsenenalter waren keine nennenswerten Leistungszuwächse in deren Rechtschreibkompetenz erkennbar.“ Eine frühzeitige zielgerichtete Förderung hingegen hilft, zentralen Entwicklungsstörungen bei Kindern und Jugendlichen zu begegnen.